# 佐藤葵 (タレント)
佐藤 葵（さとう あおい、2002年6月20日 - ）は、日本の元タレント、子役である。

## 来歴
2002年6月20日、埼玉県に生まれる。
フラジャパン キューティストアワード2011を受賞。かわけんダンスフェスティバル2014優勝。鷗友学園女子中学校・高等学校の広告モデルで出演。2021年7月より、テレビ埼玉「いまドキッ！埼玉」 のレポーターとしてレギュラー出演。
2023年3月31日で芸能活動を終了し引退した。

## 人物
趣味はフラダンス、ウクレレ、風景画を描くこと、博物館へ行くこと。
特技はフラダンス（フラダンス歴は14年）、一輪車、ウクレレを弾くこと。

## 出演
- 情報番組 マチコミ（テレビ埼玉ほか） - 木曜日「出張!マチコミボード」[注 1]
- WoW!Ho!TV!（TOKYO MX）[4]
- 魅力まるごと いまドキッ!埼玉（テレビ埼玉） - リポーター（2021年7月3日〜2023年3月25日）[5][6]
- 初めて恋をした日に読む話（TBS系列） - 第7話[7]
- GOGOMONZ（FM NACK5、2020年6月25日） - スペシャルパーソナリティ※15時台・16時台、ノブオ（ペンギンズ）と共に[注 2]
- 約束 〜16年目の真実〜（2024年4月11日 - 6月13日、読売テレビ・日本テレビ） - 山名恵里香 役

## 作品

### 書籍
- デジタル写真集「PROTO STAR 佐藤葵 vol.2」[9]